# Крешентино
Крешентино (итал. Crescentino) је насеље у Италији у округу Верчели, региону Пијемонт.
Према процени из 2011. у насељу је живело 6003 становника. Насеље се налази на надморској висини од 162 м.

## Становништво
| 1936. | 1951. | 1961. | 1971. | 1981. | 1991. | 2001. | 2011. |
| ----- | ----- | ----- | ----- | ----- | ----- | ----- | ----- |
| 5.702 | 5.458 | 5.244 | 5.504 | 6.861 | 7.150 | 7.609 | 7.984 |